# NGC 1432
NGC 1432 – mgławica refleksyjna wokół gwiazdy Maja w gromadzie otwartej Plejady w gwiazdozbiorze Byka. Odkryli ją 16 listopada 1885 roku bracia Paul i Prosper Henry.